# White County, Tennessee
White County är ett administrativt område i delstaten Tennessee, USA, med 25 841 invånare. Den administrativa huvudorten (county seat) är Sparta. 

## Geografi
Enligt United States Census Bureau har countyt en total area på 983 km². 976 km² av den arean är land och 7 km² är vatten.  

### Angränsande countyn
- Putnam County - norr
- Cumberland County - öst
- Van Buren County - söder
- Warren County - sydväst
- DeKalb County - väst